# دیک ساوتوود
دیک ساوتوود (انگلیسی: Dick Southwood; ۱۸ ژانویهٔ ۱۹۰۶ – ۷ فوریهٔ ۱۹۸۶) قایقران روئینگ اهل بریتانیا بود.